# إيغور ليفشين
إيغور ليفشين (الروسية: Лёвшин, Игорь Викторович) مواليد 18 أغسطس 1974 في تيراسبول، مولدوفا، هو لاعب كرة يد روسي يلعب كحارس مرمى. مثل منتخب روسيا لكرة اليد.

## سجل المنافسة
شارك في البطولات التالية:
- بطولة العالم لكرة اليد للرجال 2015
- بطولة أوروبا لكرة اليد للرجال 2014

## روابط خارجية
- إيغور ليفشين على موقع الاتحاد الأوروبي لكرة اليد (الإنجليزية)